# Straume
Straume es el centro administrativo del municipio de Fjell en la provincia de Hordaland, Noruega. Se ubica en la parte oeste de la isla de Litlesotra, al sur de Foldnes y al suroeste de Knarrvika.
Hay un puente de la ruta nacional noruega 555 que conecta Straume con la isla de Bildøyna. Es la única conexión vial entre los municipios de Øygarden, Fjell y Sund.
Tiene 10 302 habitantes repartidos en 6,62 km² (incluye al pueblo de Knarrevik), dando una densidad de 1 556 hab/km².